# Ихиярви
Ихиярви — водораздельное пресноводное озеро на территории Кестеньгского сельского поселения Лоухского района Республики Карелии.

## Общие сведения
Площадь озера — 1,2 км². Располагается на высоте 205,3 метров над уровнем моря.
Форма озера лопастная, продолговатая: оно почти на четыре километра вытянуто с северо-запада на юго-восток. Берега изрезанные, каменисто-песчаные, преимущественно возвышенные.
Ихиярви — водораздельный водоём, из которого вытекают две протоки:
- из залива на восточной стороне озера вытекает ручей без названия, впадающий в реку Корпийоки между озёрами Корпиярви и Калладиярви;
- из залива в южной части озера вытекает протока, впадающая в озеро Манинкиярви — исток реки Манинки[7].

Река Корпийоки впадает в реку Пончу, которая, в свою очередь, впадает в Пяозеро.
По центру озера расположен один небольшой остров без названия.
Населённые пункты и автодороги вблизи водоёма отсутствуют.
Код объекта в государственном водном реестре — 02020000411102000000506.